# IC 4827
IC 4827 ist eine Spiralgalaxie vom Hubble-Typ Sab im Sternbild Pfau am Südsternhimmel. Sie ist rund 193 Millionen Lichtjahre von der Milchstraße entfernt und hat einen Durchmesser von etwa 165.000 Lichtjahren. Die Galaxie gilt als Mitglied der IC 4845-Gruppe (LGG 427).

Im selben Himmelsareal befindet sich u. a. die Galaxie IC 4836.
Das Objekt wurde am 13. August 1901 von DeLisle Stewart entdeckt.